# Morti nel 1141
| Questa pagina contiene informazioni ricavate automaticamente dalle voci biografiche con l'ausilio del template Bio e di un bot. L'aggiornamento è periodico e automatico e ricostruisce completamente la pagina. Se manca una persona in questa lista, sei pregato di non aggiungerla, ma accertati piuttosto che la sua voce biografica contenga il template Bio e che i dati anagrafici siano correttamente compilati. Se il template Bio manca, inseriscilo tu stesso o, in alternativa, metti l'avviso {{tmp\|Bio}} che ne segnala la mancanza. Se i dati riportati sono sbagliati, correggi direttamente la voce biografica; le modifiche saranno visibili in questa lista entro pochi giorni. Per chiarimenti vedi il progetto biografie. La lista contiene solo le 14 persone che sono citate nell'enciclopedia e per le quali è stato implementato correttamente il template Bio. Pagina aggiornata al 13 gen 2025. |

- 22 gennaio - Andrej di Perejaslav e Volinia, principe russo (n. 1102)
- 11 febbraio - Ugo di San Vittore, teologo, filosofo e cardinale francese
- 13 febbraio - Béla II d'Ungheria, sovrano ungherese
- 28 febbraio - Elena di Borgogna, contessa (n. 1080)
- 13 aprile - Enghelberto II d'Istria, nobile tedesco
- 6 maggio - Geoffrey Rufus, politico e vescovo inglese
- 28 maggio - Aimerico de la Chatre, cardinale francese
- 10 giugno - Richenza di Northeim, regina e nobile tedesca
- 18 ottobre - Leopoldo IV di Babenberg, nobile tedesco (n. 1108)
- Alberico di Reims, filosofo, teologo e arcivescovo cattolico francese
- Guy de Lons, vescovo francese
- Yehuda Ha-Levi, rabbino, filosofo e poeta
- Ugo III di Campdavaine, nobile francese
- Imam al-Mazari, giurista e imam arabo (n. 1061)